# Nazar (amulet)

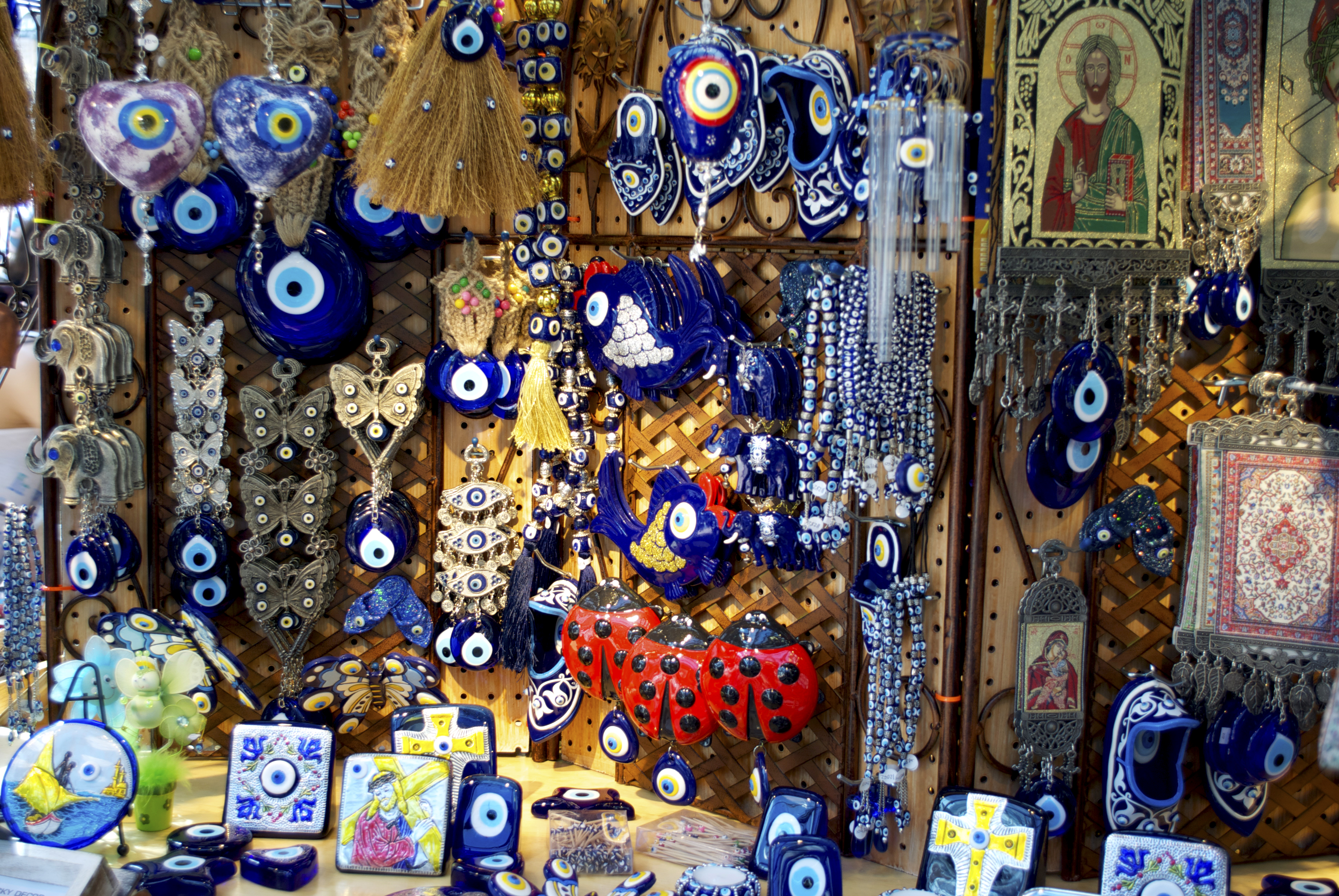
Amulety nazaru v různém provedení

Nazar známý také pod názvem nazar boncuğu je amulet nebo talisman ve tvaru modrobílého oka, které má ochraňovat majitele před zlým pohledem a uhranutím. Samotný význam slova „nazar“ pochází z arabského نظر a znamená „pohled“. Význam slova „boncuğu“ pochází z tureckého „boncuk“ a znamená „korálek“.

## Historie
Symbol oka má v lidských dějinách velmi důležité místo. Od staroegyptského Horova oka po symbol Božího oka, které známe z dolarových bankovek, je zřejmé, že lidé se již od pradávna snažili za pomocí těchto symbolů předejít možnému neštěstí a víra v ně jim zajišťovala citové bezpečí.
Ve střední Anatolii v období tengrismu nalezneme důkazy o tom, že místní lidé věřili ochranným pověrám jako byly koňské podkovy, česnek, vlčí zuby, suchý trn, olovo, kameny, ale modré oko zůstalo mezi lidem tím nejoblíbenějším.

## Výroba
Modré oko nazar najdeme nejen v Turecku, ale také v Albánii, Bosně a Herzegovině, Bulharsku, Řecku, Kypru, Sýrii, Libanonu, Egyptě, Arménii, Íránu, Afghánistánu, Iráku a Ázerbájdžánu, kde je v oblibě zavěšovat si jej na stěny budov, v dopravních prostředcích nebo jej zakombinovávat do lustrů, šperků a jiných ornamentů. Nazar boncuğu je jedním z nejoblíbenějších suvenýrů, který si turisté z Turecka odvážejí.
Typický nazar je vyroben ze skla a jeho tradiční ruční výrobu můžete ještě dnes obdivovat u Izmiru v obci Nazar Köy. Zde se za použití dvou železných tyčí nejprve ovine tmavě modré sklo jako základ a poté se doplní ostatní barvy (nejčastější použití mají bílá, světle modrá a černá, někdy dodatečně žlutá). Celý proces této starodávné ruční výroby skla je prováděn u pece s ohněm rozdělaným borovým dřevem a slámou.

## Význam a použití
Nazar má svého majitele ochránit před zlými pohledy, uhranutím nebo jinými nepříznivými podněty. Lidé věří, že když se skutečná negativní energie a síla nazaru střetnou, amulet má sílu zlo odvrátit a zrušit, ale sám se puknutím rozbije. V samotném Turecku chráni před uhranutím od osob s modrýma očima, kteří jsou podle lidové pověry schopni uhranout.
Modré oko nazar má za úkol chránit svého nositele, proto jej nejčastěji najdete jako amulet různých velikostí a forem: od přívěšků, sponek, šperků a klíčenek po dekorativní stěnné kusy, lustry a jiné skleněné předměty. Jednou z nejoblíbenějších forem je však malý skleněný korálek (odtud název “nazar boncuğu”), který se dá navléct na spínací špendlík a připnout na oblečení.
Symbol nazaru používaly na svých letadlech soukromé turecké aerolinky Fly Air, které však ukončily provoz v roce 2007[zdroj?]. Dále jej najdete zakomponováno v logu herního enginu CryEngine 3, který byl vytvořen německou firmou Crytek, jejímiž zakladateli jsou však tři bratři tureckého původu (Cevat, Avni a Faruk Yerli). V roce 2013 uspořádalo Turecko Mistrovství světa ve fotbale hráčů do 20 let a v jeho emblému naleznete modré oko nazar vzhlížející ke kopacímu míči.

## Galerie

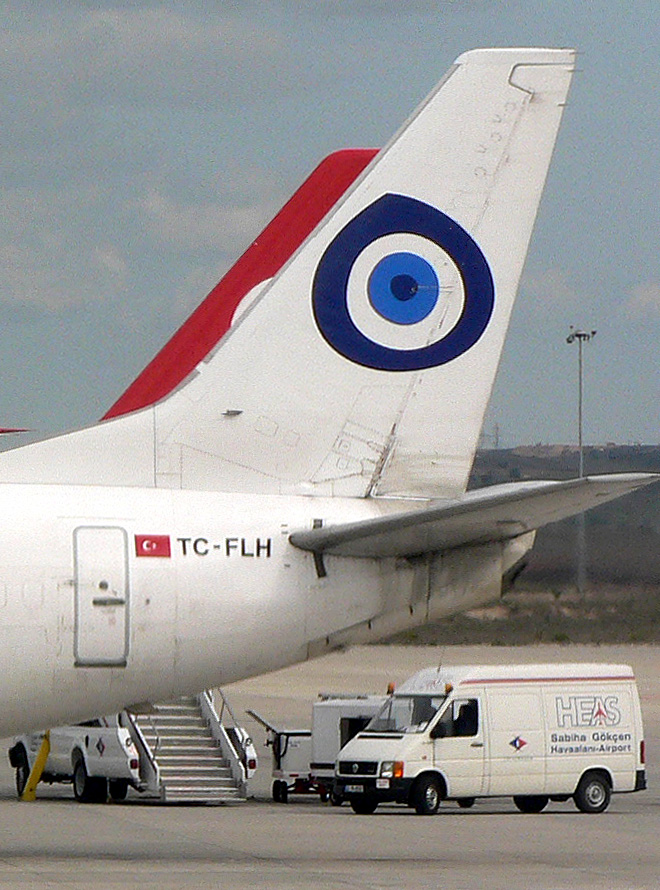
Symbol modrého oka nazar na letadle společnosti Fly Air.
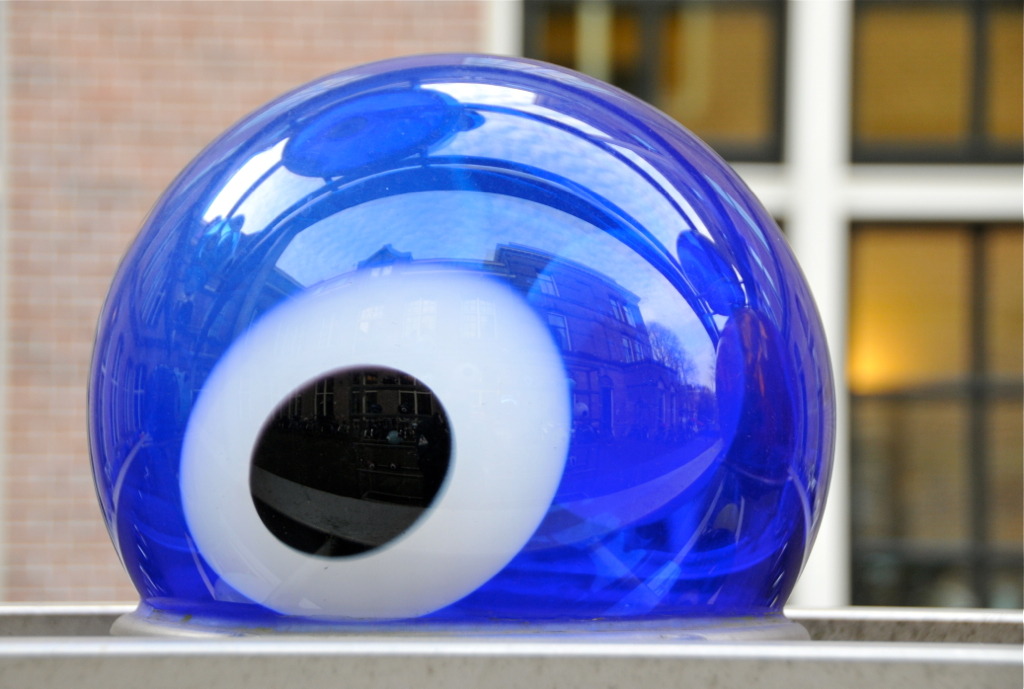
Nazar
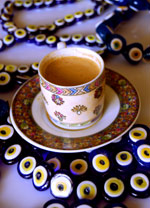
Náramek s nazarem
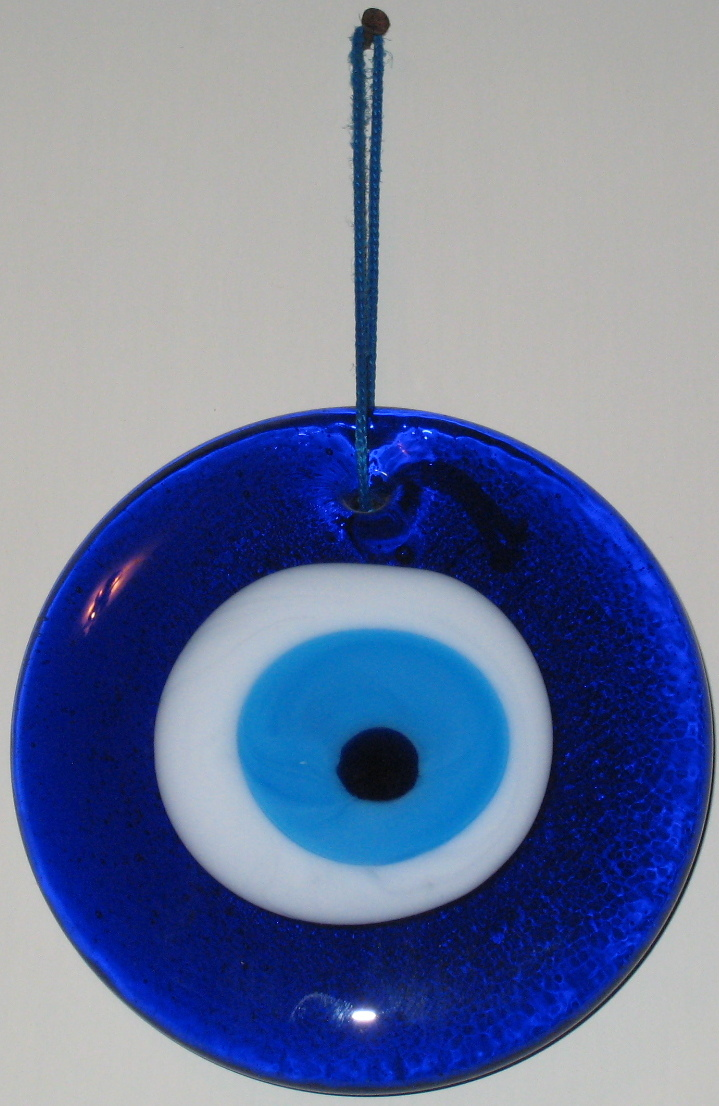
Nazar
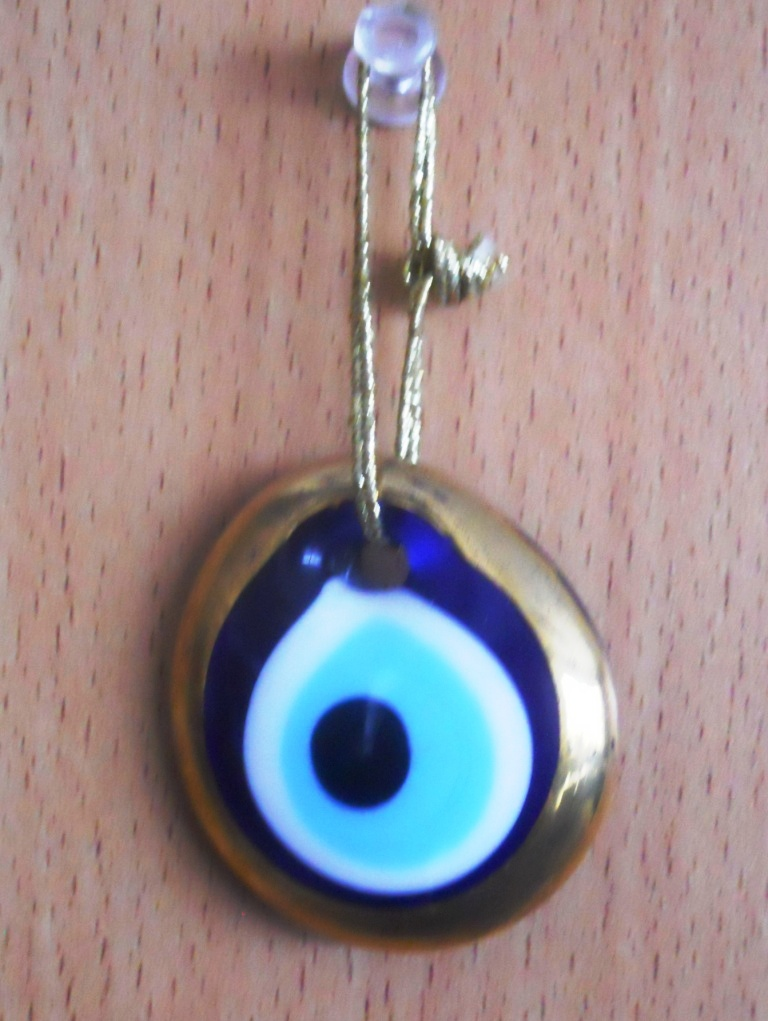
Nazar
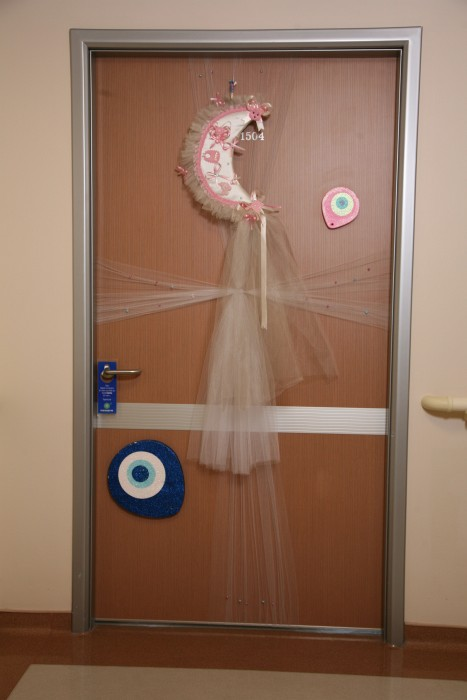
Nazar pověšený na nemocničních dveřích novorozeného dítěte v Turecku.

## Symbol oka v jiných kulturách
- Boží oko (symbol oka)
- Vedžat / Horovo oko (symbol oka)
- Třetí oko (Šiva) (hinduistický Bůh , který má na hlavě 3 oči)